# Epinephelus striatus
Epinephelus striatus, tên thường gọi là cá mú Nassau, là một loài cá biển thuộc chi Epinephelus trong họ Cá mú. Loài này được mô tả lần đầu tiên vào năm 1792.

## Phân bố và môi trường sống
E. striatus có phạm vi phân bố rộng khắp Tây Bắc Đại Tây Dương. Loài này được tìm thấy từ bang Nam Carolina dọc theo bờ biển phía đông nam Hoa Kỳ (bao gồm Bermuda) đến phía đông bang Florida, xuống đến vịnh Mexico (trừ phía tây và bắc) và khắp biển Caribê, dọc theo bờ biển Nam Mỹ đến Venezuela. Không được ghi nhận ở Brazil. Chúng sống xung quanh các rạn san hô và các bãi đá ngầm ở độ sâu khoảng 255 m trở lại.
E. striatus bị đánh bắt một cách quá mức, và đã khiến hơn 30 trong số 50 tập hợp đã biết đến trong phạm vi của nó biến mất vĩnh viễn. Kể từ thập niên 1980, khoảng 80 đến 90% số lượng cá thể của E. striatus đã bị mất đi. Và số lượng của loài này vẫn đang bị suy giảm đến hiện tại (mặc dù có thể với tốc độ chậm). Vì lý do đó mà E. striatus được xếp vào Loài cực kỳ nguy cấp.

## Mô tả
E. striatus trưởng thành có chiều dài cơ thể lớn nhất đo được là 76 cm. Thân thuôn dài, hình bầu dục. Đầu và thân có màu nâu xám hoặc nâu đỏ với các dải sọc màu nâu sẫm trải dài trên thân. Đầu có một dải nâu từ môi trên băng qua mắt đến gáy; nhiều đốm đen bên dưới và sau mắt. Đốm đen trên cuống đuôi. Đuôi bo tròn. Cá con sắp trưởng thành có 2 tông màu rõ rệt: nâu và trắng.
Số gai ở vây lưng: 11 (gai thứ 3 và 4 dài nhất); Số tia vây mềm ở vây lưng: 16 - 18; Số gai ở vây hậu môn: 3; Số tia vây mềm ở vây hậu môn: 8; Số tia vây mềm ở vây ngực: 17 - 19; Số lược mang: 23 - 26; Số vảy đường bên: 50.
Thức ăn của E. striatus là các loài cá nhỏ hơn và động vật giáp xác (chủ yếu là các loài cua). Chúng thường sống đơn độc, đôi khi có thể hợp thành nhóm. Chúng ít cảnh giác và thân thiện nhất trong tất cả các loài cá mú. Loài này được đánh bắt trong nghề cá thương mại và câu cá giải trí.